# Gloria González
Gloria González Pérez (Santurce, 6 de abril)
es una compositora puertorriqueña con un extenso repertorio de música popular y de salsa.

## Infancia y adolescencia
Nació en la parada 22 de la calle Antonsanti, en Santurce. Es hija única de Jorge González y Blanca Pérez, ambos del pueblo de Arecibo. Estudió su grado elemental en la escuela Manuel Padre Rufo, localizada en la Calle Del Parque, Parada 23 en Santurce, Puerto Rico. Sus estudios secundarios fueron en la Intermedia República Del Perú en la Calle Loiza, también en Santurce. En 1958, se mudó con su padre a la ciudad de Nueva York, donde atendió la P.S. 71 en la Avenida B en Manhattan.
Posteriormente regresó a Puerto Rico y se casó. Tuvo una niña, Catherine Ivonne y luego adoptó a una niña, llamada María de los Ángeles.
En 1967 decidió continuar sus estudios y se graduó de la Ramírez College como Secretaria Paralegal. Luego de su divorcio con su primer marido, se vuelve a casar por segunda vez con Juan Rodríguez y tuvieron un hijo llamado Carlos Javier. Durante el 1970 comenzó a trabajar en el Departamento de Justicia, pero debido a una lesión en la espalda, decide retirarse en 1983. Es durante este periodo que González se interesa en la música popular y decide estudiar en el Conservatorio de Música; dedicándose enteramente a la composición de temas musicales.

## Su carrera como compositora
Ha escrito más de 300 canciones dentro del género música salsa, entre los artistas más renombrados que han interpretado sus canciones románticas, se encuentran
Marco Antonio Muñiz, Gilberto Santa Rosa, El Gran Combo, Tony Vega, Frankie Ruiz, Bobby Valentín, Andy Montañez, Carmita Jiménez, Nano Cabrera, Los Hispanos, Cheo Feliciano, y muchos otros. Una de sus canciones más famosas lo es "Así es mi tierra", y fue interpretada por el septeto Sol y Canto y acompañado por la Springfield Symphony Orchestra el 28 de febrero de 2004.

## Premios y reconocimientos
Ha recibido premios y reconocimientos de instituciones de alta importancia como el Instituto de Cultura de Puerto Rico (11/28/1986), Premios Broadway (1988), Premios Paoli, y premios de municipios de Puerto Rico, Carolina y Arecibo (4/8/2002), así como reconocimientos en teatros, programas de televisión en Puerto Rico, Venezuela, Chile, y Nueva York.
En junio de [1991], fue homenajeada con la dedicación del anual Día Nacional de la Salsa)., celebrado el tercer domingo en el mes de marzo en Puerto Rico. Bobby Valentín bajista, también fue homenajeado ese día.

## Años recientes
En el 2004, se mudó a la Florida Central donde vive actualmente. En el 2007, fue homenajeada en la "Asociación Borinqueña" de la Florida Central, in Orlando, Florida por su carrera como compositora.